# Lernleitern
Lernleitern (Ladders Of Learning) sind Bestandteil der MultiGradeMultiLevel-Methodology (MGML), einer Methode, die vom Rishi Valley Institute for Educational Ressources (RIVER) seit den 1980er Jahren im Rahmen einer indischen Landschulreform entwickelt und beständig ausgeweitet wird. Die MGML-Methodology und ihre Lernleitern gehen von der natürlichen Heterogenität aller Kinder aus und würdigt die Einmaligkeit ihrer Lernprozesse. Als Möglichkeit des voll individualisierten Lernens und Unterrichtens strahlt die MGML-Methodology national und international aus.

## Ausgangslage und Entstehungsgeschichte der RIVER-Projekte
Seit den 1980er Jahren arbeiteten die Direktoren von RIVER, Padmanabha Rao und Anumula Rama, mit ihrem Team am Aufbau von Schulen für die indische Landbevölkerung, in denen jedes Kind auf der Basis seiner kulturellen Herkunft einen eigenen individuellen und zugleich strukturierten Lernweg finden und gehen kann.
Ursprung und Ausgangspunkt ihrer Initiative sind die Rishi Valley School und die koordinierende Einrichtung des Rishi Valley Education Centre. Die Rishi Valley School ist eine in Indien anerkannte, reformpädagogisch orientierte Schule (Gründung 1930). Die Lehrer arbeiten dort auf der Basis der Impulse der Lebens- und Bildungsphilosophie von Jiddu Krishnamurti (1895–1986).
Zunächst entstand unter dem Namen „School in the Box“ ein flexibel einsetzbares Lernset für individualisiertes Arbeiten. Mit diesem Lernmaterial leitete RIVER die Entwicklung und den Aufbau von 12 Landschulen ein, weitete diese auf 16 Schulen aus. Aktuell bestehen 8 Schulen im Grundschulbereich und eine Mittelschule. Als Schulentwicklungs-, Lehrerbildungs- und Lehrerfortbildungszentrum koordiniert das Rishi Valley Institute for Educational Resources, RIVER, verschiedene Entwicklungen: Mit Versuchs- und Modellschulen und durch entsprechende Designer-Workshops, Seminare, Kurse, Praxisaufenthalte und Fortbildungen fördert es schulische Entwicklungen im In- und Ausland.
RIVER gehört damit zu den internationalen Impulsgebern für die Entwicklung individualisierter Schulen. Die Ausstrahlung von RIVER und der MGML-Methodology in zahlreiche Bundesstaaten Indiens erreicht derzeit rund 120.000 Schulen und rund 12 Millionen Kinder. 
Die Arbeit von RIVER in Indien und über Indien hinaus wurde national und international mehrfach durch renommierte Preise gewürdigt: beispielsweise 2004 durch den Global Development Award des Global Development Network (GDN) und 2009 durch die Schwab-Foundation beim Indian Economic Summit des World Economic Forum als Gewinner des „Award for Indian Social Entrepreneur of the Year“. Das Global Journal rechnet RIVER seit 2012 zu den 100 wichtigsten NGOs weltweit.
Wichtige Kooperationspartner in den Jahren 2002–2018 waren Dozierende des Lehrstuhl für Schulpädagogik an der Universität Würzburg und seit 2011 am Lehrstuhl Pädagogik bei Verhaltensstörungen der Universität Würzburg. Im innerindischen Kontext ist insbesondere das IIT Madras in Chennai ein wichtiger Kooperationspartner, der zum einen die Implementation der Methode in verschiedenen Bundesstaaten evaluiert hat und zum anderen Gastgeber der ersten Weltkonferenz zur MGML-Methodology im Jahre 2016 war.

## Die zentralen Anliegen der MGML-Methodology
Das Anliegen der MGML-Methodology ist es, eine Lernatmosphäre zu schaffen, in der jedes Kind seiner eigenen Lernbewegung folgen kann. Die MGML-Methodology stellt daher die angst- und konkurrenzfreie Bildungsaktivität des Kindes ins Zentrum. In ihr sind verschiedene Lern- und Gestaltungsformen kulturell verwurzelt und zu einem holistischen Ganzen verbunden. Es zeigt sich ein hochkomplexes Methodenarrangement mit entsprechend gestalteten Lernmaterialien inmitten eines dezentralen Lernraumarrangements.
Dieses Lernangebot kann mit vier Komplexen charakterisiert werden:
- Voll individualisierte Lernmöglichkeiten durch
- systematische Lernleitern mit Lernsequenzen, unterstützt durch einen
- systematisierten Materialpool.

- Lernen in der eigenen zeitlichen Dynamik mit
- zirkulierenden altersübergreifenden Gruppen und
- integriertem Helfersystem.

- Kulturbasierte und auf die Region hin orientierte Lernbereiche sowie eine
- ökologisch orientierte Schulgestaltung durch
- Integration aller gesellschaftlichen Schichten und Generationen.

- Situations- und prozessorientierte Vorgehensweise durch
- Mitgestaltung der Entwicklungsprozesse aller Beteiligter, in Form
- praxisorientierter Lehrerbildung in Modellschulen und
- gleichzeitiger nationaler und internationaler Weiterentwicklung.

## Die MGML-Methodology und ihre Lernleitern

### Ausgangssituation der MultiGradeMultiLevel-Methodology, MGML

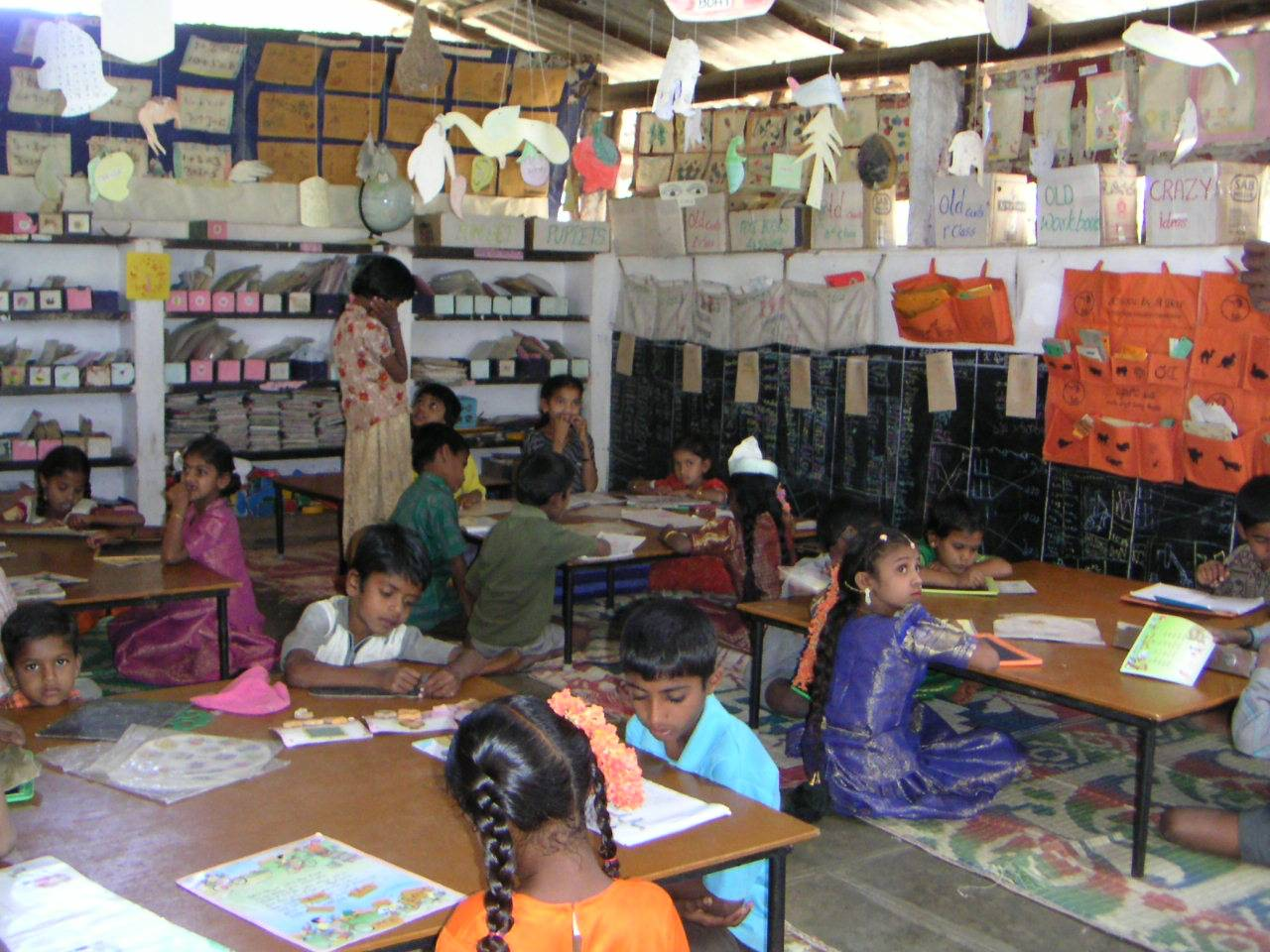
Klassenzimmer Satellite-School

Die MGML-Methodology geht von der natürlichen Heterogenität aller Kinder aus und würdigt die Einmaligkeit ihres Lernprozesses. Zugleich wird die Tatsache von verschiedenen Lern- und Leistungsniveaus (MultiGradeMultiLevel) nicht als Hindernis oder Problem, sondern als Aufgabe und Chance angesehen. Die MGML-Methodology antwortet nicht mit Bemühungen um eine vermeintliche Homogenisierung, sondern arbeitet konsequent an der Unterstützung der jeweils unterschiedlich individuellen Lernbewegungen.
Jedes Kind kann nach seiner Lernbewegung ohne Druck seine eigene Lernprogression adäquat gestalten. Die Methode bietet dabei ein inklusives, leistungs- und altersübergreifendes Lernen an. Alle vorfindbaren Leistungsstufen bleiben bei der MGML-Methodology bewusst einbezogen.

### Materialpool mit Lernmaterial zur Anregung der Lernaktivität
Ausgangspunkt der MGML-Methodology ist die Vorstellung eines aktivitätsorientierten, lebendigen Unterrichts mit freien Arbeitsprozessen. Die Kinder selbst leiten mit Hilfe der MGML-Methodology ihre Lernprozesse. Individuelles und gemeinsames Lernen in der Situation mit Partnern, Gruppen oder in der Gemeinschaft aller Schüler wirken dabei permanent zusammen.
Die Lern- und Bildungsaktivitäten werden in der MGML-Methodology durch einzelne Lernmaterialien angeregt. Auf den Lernmaterialien werden die Aktivitäten beschrieben. Jedes Material ist zur Systematisierung durch ein Symbol und eine Nummerierung gekennzeichnet. Jedes Lernmaterial gibt zielgerichtete und strukturierte Hinweise zur Bearbeitung, bietet Aufgaben an und ist ein Teil von systematisierten Lernsequenzen, die in einer so genannten Lernleiter (‚ladder of learning’) in eine zeitliche Reihenfolge gebracht werden. Alle Aktivitäten bilden mit ihren Lernmaterialien auf der Basis gültiger Lehrpläne einen voll systematisierten Materialpool.

### Die Struktur der Lernleitern – 'ladders of learning'

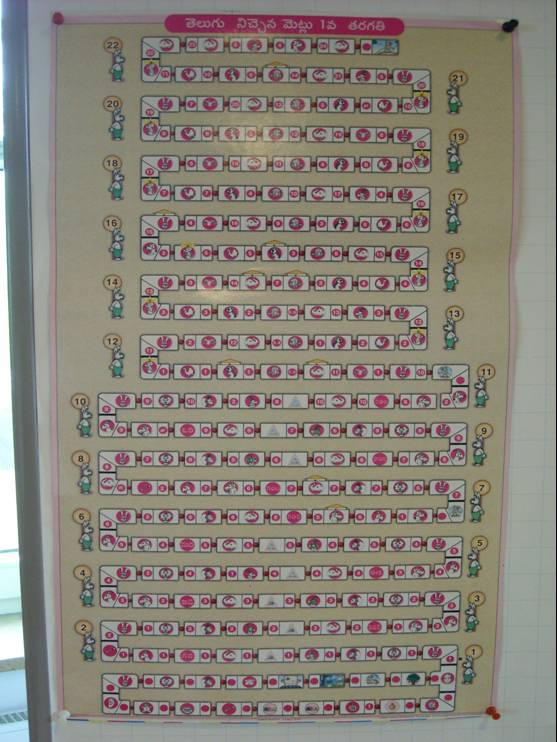
Lernleiter lineare Form

Die Lernleitern können als Strukturierungsinstrumente für individuelles Lernen in fachspezifischen freien Arbeitsprozessen angesehen werden. Sie ermöglichen eine langfristige Lernprozesssteuerung. Die betreuenden Lehrkräfte werden so von ihrer prozesssteuernden Aufgabe im herkömmlichen frontalen Unterricht weitestgehend befreit.
Durch sogenannte Milestones in Lernsequenzen gegliedert, führen die Lernleitern durch den voll systematisierten Materialpool. Das Lernarrangement durch Lernleitern ermöglicht zahlreiche und variationsreiche Lernaktivitäten in der heterogenen Klasse mit verschiedensten Tätigkeiten. Linear aufgebaute Lernleitern sind von RIVER für Sprache und für Mathematik entwickelt worden. Systemische Lernprogressionen findet man in den „Environmental Studies“ als Lerntafel mit vernetzten Themenfeldern und ökologischen Orientierungen. Sie berücksichtigen die vernetzte Sachstruktur von naturwissenschaftlichen und sozial- und geisteswissenschaftlichen Themen.

### ‚Milestones‘ als systematisierte Lernsequenzen in der Lernleiter
‚Milestones‘ gliedern als kleinschrittige Sequenzen die Lernleitern. Sie weisen eine systematisierte innere Prozessstruktur auf, die als fünfstufige Lernfortschrittssicherung konzipiert ist:
- Introductory (Einführung)
- Reinforcement (Übung)
- Evaluation (Evaluation des angestrebten Ziels)
- Remedial (Förderung)
- Enrichment activities (Ausweitung)

Die Milestones führen in dieser Konstellation mit integrierter Evaluation und adäquaten Förderung der Lernprozesse zur qualitativen Absicherung freier Lernformen.

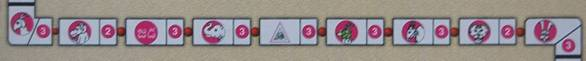
Milestone

Sie wirken durch den beschriebenen Aufbau zugleich individualisierend und differenzierend. Durch diese Vorgehensweise werden Lernlücken weitgehend verhindert. Ausgehend von konkreten Operationen in Mathematik, von lebensorientierten Geschichten in der Sprache oder von Lebenssituationen werden die Milestones nach jeweiligen methodischen und fachdidaktischen Gesichtspunkten konzipiert. Grundsätzlich wird ein Milestone erst nach vollständigem Aufbau des Verstehensprozesses abgeschlossen.

### Evaluation der Lernprogression und des Lernerfolgs der Schüler
Der Lernerfolg zeigt sich für die Schüler zunächst selbst im Voranschreiten auf ihrer Lernleiter. Der gelungene Aufbau von Kenntnissen und Fähigkeiten wird in den Milestones durch Evaluationsaufgaben überprüft. Innerhalb größerer Abstände von etwa zwei Monaten sind größere Evaluationsvorgänge eingebaut. Sie geben Auskunft über die Nachhaltigkeit des Gelernten und der Anwendbarkeit des Wissens und Verstehens.
In der Arbeit mit den Lernleitern dokumentieren die Lehrer den Kenntnisstand und die Lernentwicklung der Kinder. Aus diesen Aufzeichnungen sind Lerndynamiken, Lernsprünge oder auch Verlangsamungen von Entwicklungen individuell ablesbar. Die Kinder können sich durch die selbst geführte Lerndokumentation in ihrem Lernfortschritt reflektierend wahrnehmen. Auch die Eltern erhalten so aus beiden Perspektiven ein realistisches Bild über die Bildungsentwicklung ihres Kindes.

### Altersübergreifende Gruppenbildung mit integriertem Helfersystem
Verschiedenartige Gruppenbildungen reichern die Lernvarianten der MGML-Methodology an. Die MGML-Methodology arbeitet dabei mit wechselnden Gruppenprozessen.
In den indischen Schulen liegen Erfahrungen mit vier bis sechs zusammenwirkenden Gruppen vor. Die jeweilige Variante wird nach der jeweiligen örtlichen Situation aufgegriffen.
- ‚Teacher based’ (vom Lehrer geleitete Gruppe, vor allem bei Einführungen in Themen)
- ‚Partly Teacher based’ (teilweise lehrergeleitet, auch Übungsbegleitung)
- ‚Peer Group based’ (durch altersübergreifendes Helfersystem in der Gruppe geleitet, auf gemeinsame Aktivitätscharaktere orientiert)
- ‚Partly Peer Group based’ (teilweise durch Helfersystem in der Gruppe geleitet, auf gemeinsame Themen und Aktivitäten hin orientiert)
- ‚Individual’ (völlig selbstständig arbeitend, nur das Material leitet den Prozess)
- ‚Kindergarden’ (Alter 4–6 Jahre, personenbezogene Betreuung)

Alle Gruppen sind altersübergreifend konzipiert. Die Gruppenzusammensetzung wechselt mit den Aktivitätscharakteren, die über die Symbole der Materialien signalisiert werden. In den Gruppierungen ergeben sich durch die Alters- und Kompetenzunterschiede integrierte Helfersysteme, die die oben beschriebene Form der fachspezifischen freien Arbeitsphasen zusätzlich stärken.

### Zeitrahmen in der MGML-Methodology
Das Grundmaß für die MGML-Methodology ist die individuelle Lernzeit, die jedes Kind zum Lernen benötigt. Die Lernleitern bieten den Jahresrahmen an, der je nach Kind und Lerngeschwindigkeit ganz unterschiedlich durchschritten werden kann. Die Tages- und Wochenstrukturen gehen von rhythmisierten Lernzeiten aus. In diesen Zeiten lernen die Kinder in verschiedenen altersübergreifenden Konstellationen an unterschiedlichen Lernorten und zugleich mit variabler Betreuungsdichte des Lehrers.

## Indische und Internationale Ausstrahlung

### Indische Ausstrahlung
Seit Beginn der 1990er Jahre wird die von RIVER entwickelte MGML-Methodology mit zunehmender Dynamik nachgefragt. Die Möglichkeiten dieser voll individualisierten Schule erreichen inzwischen zahlreiche indische Bundesstaaten, von denen einige die flächendeckende Einführung realisieren. Die vehemente Ausstrahlung ist inzwischen bspw. in den indischen Bundesstaaten Tamil Nadu, Karnataka, Kerala, Radjasthan, Chhattisgarh, Andhra Pradesh und Uttar Pradesh wahrnehmbar. Sie erreichte 2012 etwa 100.000 Schulen und 10.000.000 Kinder in Indien. Die stärkste und systematisch geförderte Verbreitung ist im indischen Bundesstaat Tamil Nadu wahrnehmbar. Alle Kinder der Primarschulen können dort mit einer Variante der MGML-Methodology, dem „Activity Based Learning“, voll individualisiert lernen. Auch die Initiativen in Tamil Nadu wurden durch die indische Regierung 2009 prämiert. In allen innerindischen Weiterentwicklungen wird die große kulturelle und regionale Diversität innerhalb der Ausgestaltung der Methode berücksichtigt. 2012 wurde RIVER mit dem innerindischen, renommierten Jindalprize ausgezeichnet.

### Internationale Ausstrahlung
Die internationale Ausstrahlung verändert Schulen weltweit, z. B. in Äthiopien, Peru, Deutschland, Sierra Leone, Pakistan, Nepal, Sri Lanka und Kenia. Über die Ausstrahlung der MGML-Methodology vernetzt sich derzeit in sich wandelnden Gruppierungen eine internationale Lerngemeinschaft zur Schulentwicklung im 21. Jahrhundert. Padmanabha und Rama Rao formulieren dies sehr warmherzig und zugleich kraftvoll mit der Anmerkung: „We are all one learning community.“
Seit 2002 bestehen von Regensburg, München und Würzburg aus Kontakte zu RIVER, die sich in den Folgejahren zu einer tragfähigen, intensiven und vielschichtigen deutsch-indischen Kooperation ausgeweitet haben. An dieser Kooperation beteiligen sich Wissenschaftler, Lehrer, Lehrerkollegien, Studierende und Referendare. Von 2014 bis 2020 arbeitete ein kenianisch-deutsches Kooperationsteam (Illeret Nomadic Education System – INES) an der Entwicklung mobiler Schulen mit Lernleitern, um mobilen Pastoralisten in Nordkenia dadurch einen Zugang zu grundlegender Bildung zu ermöglichen.

## Wissenschaftliche Bedeutung der MGML-Methodology
Die MGML-Methodology ist mit ihrer hoch komplexen methodischen Anlage Ausdruck einer integralen Handlungskultur. In Nachfolge der Impulse der Reformpädagogik stützt die Integralpädagogik situationsorientierte Lern- und Lehrvorgänge. In der MGML-Methodology wird die natürliche Lerngruppe mit ihrem Reichtum der Heterogenität als altersübergreifende Konstruktion bewusst belassen. Offene Lernprozesse werden über die Lernleitern systematisch methodisch abgesichert und gestatten Kindern und Jugendlichen, in der Dynamik ihrer eigenen Lernbewegung zu bleiben. Sie ermöglichen Lehrerinnen und Lehrern flexibles Begleiten und Fördern in den individuellen wie gemeinsamen Bildungsprozessen. Die MGML-Methodology ist so Teil des lebenslangen Lernens. Sie realisiert die Umsetzung einer Schule für alle. Die MGML-Methodology mit ihren Lernleitern ist eine weltweit nachgefragte Bildungspraxis.